# Pallacanestro in carrozzina ai V Giochi paralimpici estivi
Per la pallacanestro in carrozzina ai Giochi paralimpici estivi di Toronto 1976 furono disputati i due tornei maschile e femminile.

## Medagliere
| Pos.   | Nazione        |   |   |   | Totale |
| ------ | -------------- | - | - | - | ------ |
| 1      | Israele        | 1 | 1 | 0 | 2      |
| 2      | Stati Uniti    | 1 | 0 | 0 | 1      |
| 3      | Germania Ovest | 0 | 1 | 0 | 1      |
| 4      | Francia        | 0 | 0 | 1 | 1      |
|        | Argentina      | 0 | 0 | 1 | 1      |
| Totale | Totale         | 2 | 2 | 2 | 6      |

## Risultati
| Competizione     | Oro         | Argento        | Bronzo    |
| ---------------- | ----------- | -------------- | --------- |
| Torneo maschile  | Stati Uniti | Israele        | Francia   |
| Torneo femminile | Israele     | Germania Ovest | Argentina |